# Блинов, Лоренс Иванович
Ло́ренс Ива́нович Блино́в (4 сентября 1936, Казань — 24 декабря 2020) — советский и российский композитор, философ, поэт. Автор музыкальных и литературных произведений, философских работ, искусствоведческих исследований, статей, эссе. Профессионал в музыке и успел освоить почти все жанры, кроме оперы, балета и ораториально-хоровой сферы.
Участник музыкальных и литературных проектов: «Астраханские вечера современной камерной музыки», «Европа — Азия», «Московская осень», Советско-западногерманского симпозиума «Музыка и время» (1988 год), XIX Всемирного философского конгресса (1993 год), Первого Российского философского конгресса (1997 год), Четвёртой междисциплинарной научной конференции «Этика и наука будущего» (2004 год), международных Симпозиумов «Феномены природы и экология человека» (1994, 1997, 2004, 2008 гг.), Международной акции «Страсти по Лермонтову» и других.
Автор двух поэтических сборников («Наведение мостов» — М., 2005; «Три мира» — М., 2007), поэтического блока «Только о музыке» (сборник «Тріоль». — СПб., 2011). Блинов Л. «ИЗ ПО+. Стихостаси» (Сборник стихотворений). — М., 2015.
Стихотворения, эссе и статьи в многочисленных журналах и сборниках.
Известна его переводческая деятельность, связанная с именами Р. М. Рильке, Ф. Г. Лорки, некоторых чешских и татарских поэтов. В области поэтического творчества наиболее значительные его сочинения опубликованы как в местной периодике (казанские журналы «Ребусъ», АНКО, «Казань»), так и в некоторых московских журналах и альманахах («Орфей», «Тени странника», «Футурум APT» и др.), печатных изданиях других городов России, а также за рубежом (Литературно-художественный ежегодник «Побережье» № 14, Филадельфия, США, 2005; альманах «Побережье» Выпуск 15, Филадельфия, США, 2007; Сборник Макса Перельштейна «Мост через два моря». — Тель-Авив, 2010).
- С 1969 года член Союза композиторов России
- Член союза писателей XXI века
- С 1997 года доктор философии
- С 1998 года академик Universal Academy of sciences, fine arts, culture (Всемирной академии наук, изящных искусств и культуры)
- С 2000 года действительный член Международной академии «Информация, связь, управление в технике, природе, обществе» (МАИСУ, Санкт-Петербург)
- В 2006 году стал Лауреатом премии московского журнала «Футурум APT»
- Член ДООС («ДООС-звукозавр»)

## Биография
Родился 4 сентября 1936 года в Казани. Имя Лоренс своему первенцу придумала мама. Так звали героя одного французского романа. Мама — Нина Николаевна Богатова, была домохозяйкой. Вышла замуж в 17 лет. Отец, Блинов Иван Ефимович, 1904 года рождения, был на 10 лет её старше, работал в прокуратуре, много времени проводил в командировках. В семье было 8 детей.
Лоренс Иванович — дитя войны. Радио тогда у всех работало круглосуточно. Оставаясь дома без взрослых, услышав вдруг сигнал воздушной тревоги и голос диктора, призывающий пройти в бомбоубежище, он просто выключал радио, с радостью констатировав для себя прекращение тревожного сигнала. Хотя вражеские самолёты долетали до Казани, но не бомбили, их брали в перекрёст прожекторов и либо сбивали зенитками, либо отгоняли. Он не раз наблюдал это захватывающее зрелище. Однажды в 1944 году, придя домой, включил свет, забыв закрыть затемнение на окнах. Мама прибежала в ужасе. Вдруг по радио объявляют: «Товарищи! С сегодняшнего дня затемнение отменяется!» На всю жизнь запомнил возникшее ощущение символичности этого события. Вспоминает, как ходили с братом на вокзал, куда привозили с фронта боевую технику. Лазили по танкам, собирали патроны, мастерили из гильз пистолеты. Рассказывает, что особенным лакомством в голодные военные годы был подсолнечный жмых — то, что остаётся после выжимания масла из семян подсолнечника.
Семья жила в невероятно стеснённых условиях в одной комнате. Когда в конце войны детей стало шестеро, мама написала личное письмо Сталину. От Иосифа Виссарионовича пришёл ответ: «Предоставить жильё в течение 24 часов». Оно до сих пор бережно хранится в семье. Тогда выделили второй этаж в частном доме на улице Свердлова, который состоял из четырёх маленьких, но отдельных комнат. Внутри семьи всегда была замечательная атмосфера. «Все дети вышли в люди!» — с гордостью восклицает Лоренс Иванович.
В школе увлёкся астрономией. В 5 классе самостоятельно изучил весь школьный курс. Смастерив телескоп, перешёл к практическому освоению космического пространства.
Считает, что пристрастие к музыке ему передалось по наследству: от мамы, которая в 16 лет играла в оркестре на трубе и от папы, который мальчиком пел на клиросе в церковном хоре дисконтом. Когда отец увидел, как Лоренс пытается смастерить балалайку из проволоки, купил сыну этот желанный инструмент. В 9 классе родные заметили его блестящие музыкальные способности. По самоучителю мог сыграть любую пьесу на балалайке. Стал заниматься в клубе имени Горького. Нотную грамоту изучил по нотно-цифровой системе. Потом были гитара и скрипка, которые он так же освоил по самоучителю. Начал сочинять музыку.
Чтобы помогать семье, окончил строительный техникум, пошёл работать. Как-то увидел объявление в газете об экспериментальном наборе в музыкальное училище талантливых ребят на композиторское отделение. Принёс свои произведения, сдал на отлично все экзамены и поступил! Чем вызвал восторг папы и плач мамы в связи с потерей дополнительного заработка, не лишнего для их огромной семьи
В 1961 году он заканчивает Казанское музыкальное училище по классу композиции (преп. — Ю.В. Виноградов), а в 1966 году — Казанскую государственную консерваторию (класс композиции — проф. А. С. Леман).
С 1965 года преподавал теоретические предметы в специализированной музыкальной школе-десятилетке при Казанской консерватории.
С 1985 г. Принял участие в создании Клуба гармонического самораскрытия личности «Восхождение» (при Казанском Доме учёных) более десяти лет являясь его председателем.
Стихи начал писать с детства, однако серьёзные занятия поэзией начинаются с «мощного толчка» — знакомства с пятитомником Велимира Хлебникова в конце 50-х годов. Как в научных кругах, так и среди представителей искусства, неизменно отмечается неординарность, смелость, и, порой, парадоксальность мысли, свойственная многим из его научно-философских и художественных произведений.
Не утратил он своей активности и в настоящее время, продолжая создавать новые сочинения в разных сферах своего творчества и время от времени оказывая содействие в различного рода общественно-культурных акциях и мероприятиях.
Лоренс Иванович необыкновенно интересный и разносторонний человек: автор музыкальных и литературных произведений, философских работ, искусствоведческих исследований, известна его переводческая деятельность. В жизни руководствуется высказыванием Баха: «Я добросовестен в своей работе. Кто будет столь же усерден, добьётся того же». Завещает своим ученикам следовать «Жизненным правилам для музыканта» Роберта Шумана, одно из которых гласит: «Одобрение художников пусть будет для тебя ценнее одобрения целой толпы!»

## Творчество

### Список произведений
Основные сочинения
для оркестра:
- 3 симфонии (1965, 1968 — Ундецимет, для 11 инструментов, 1971 — Ночной полёт, в 4-х рейсах)
- Симфонические имитации (1966, 2 ред. 1969);

для малого симфонического оркестра:
- Осенние дороги Болдина, поэтическая сюита (1966);

для квинтета духовых:
- Восемь оригинальных транскрипций (1967); квартет (1961);

для фортепиано:
- Сонатина (1960)
- 2 сюиты (1963, 1964)
- Вариации (1962, 2 ред. 1971)
- Струения мигов 12 четверостиший (1963)
- Плач по заблуждениям (1970)
- Prisma chromaticos, эссе (1971)

для скрипки и фортепиано:
- 3 пьесы (1968), Багатель (1971);

для альта и фортепиано:
- Бурлеска (1962)

для скрипки соло:
- соната (1969)

для голоса и 11 инструментов:
- Пень (сказка, сл. В. Катаева, 1962, 2 ред. 1968);

для голоса и фортепиано:
- цикл Война и Маяковский (сл. В. Маяковского, 1961, 2 ред. 1971),
- романсы на сл. М. Лермонтова, В. Маяковского, В. Хлебникова, В. Киносьяна, У. Уитмена, И. Волькера и др.;

музыка к фильмам:
«Осенние дороги Болдино», «Ночной полёт», «Пермские боги» и др.
Весьма плодотворно развивалось направление прикладной музыки. Это спектакли по Л.Украинке «Каменный властелин», по Д. Валееву «Продолжение».
Так же:
- Струнные квартеты
- Фортепианный цикл «Prisma chromaticus»: Фортепианные реминисценции I, II, III
- «Ночные зеркала» для большого симфонического оркестра
- «Флорентийские витражи» — хореографическая сюита для камерного оркестра
- «Четыре движения» — сюита для детского хора и симфонического оркестра
- Рождественская кантата «Ангел прилетел» на стихи А.Князева
- «Высокое крыло» — вокальный диптих на стихи В. Хлебникова
- «Tierra di Tango» — поэма для виолончели и фортепиано
- «Две маски» для виолончели и фортепиано
- Альбом юного пианиста «Детские впечатления»
- Хоровой концерт «Духовные песнопения»
- «Симфонические имитации»
- Партиты для органа

### Поэзия
Автор литературных и философских произведений, среди которых «Откровение звучащей тишины» о музыке Софии Губайдулиной. Российские и казанские поэты, к примеру, Вячеслав Алтунин, Константин Кедров называют Лоренса мэтром в поэзии, изучение которой началось в начале 60-х с творчества Велимира Хлебникова. Пройдя через увлечение поэзий Андрея Белого, Маяковского, Пастернак, Вознесенского, Рильке, Лорки, японских поэтов он сформировал свой метафорический стиль, зашифрованный в изящных символах, неуловимых образах и музыкальных рифмах:
«Осени меня, осени лист.

Осени меня сном и свободой.

Осени своей тихою одой,

Моросящей судьбы пианист.
Абстрактное мышление и философский подтекст нередко присутствуют в его стихах.
«Взметнувшиеся птичьи стаи

разбередят колокола

и синь густая

твои омоет купола;

осеннею листвою клен

осветит грубые дома,

и сердце чем-то раскаленным

пронзит –

и тьма.

И свет – качающейся бездне вслед.
А вот не менее философичное из «Последнего листа»:
«Ты мгновенен. И – все-таки – вечен!

Вечен твой обнаженный полет –

и тогда когда, светом отмечен,

и тогда, когда иней падет»
Среди стихотворных строк у него встречаются истинные перлы:
«У природы нет ответа,

Лишь – вопроса глубина».
Наибольшую известность получили опубликованные в разные годы циклы стихотворений:
«Соизволение»,
«Фортепианная музыка»,
«Сад в Ессентуках»,
«Сюита в тоне С».
Переводил «Сонеты к Орфею» Р. М. Рильке,
«Стихи о Канте Хондо» Ф. Г. Лорки.
Автор литературных и философских произведений, среди которых «Откровение звучащей тишины» о музыке Софии Губайдулиной.
Отдельные произведения Блинова:
- Богиня смерти надевает новую юбку
- Как чайки северной протяжный терпкий крик…
- Если разбить свои зеркала
- Подготовленное внимание. О стихах Анны Альчук
- Краткий обзор стихотворений в рамках БЛК, 12. 2012
- Пассакалия
- Из Райнера Марии Рильке
- Обряд посвящения. Дева
- Высота
- Несколько замечаний о литературном переводе
- Вечные стихи
- Ближайший мост
- Шаг в Зазеркалье
- Неевклидово пространство в русской поэзии
- Из книги Наведение мостов
- Перед концертом в курзале
- Звуки — паУЗЫ тишины
- Дыхание камня
- Небо-ходимость

## Стиль
Обладая железной логикой и способностью системно выстраивать изучаемые явления, Блинов и в музыке применяет четкую конструктивность и рационализм. В молодые годы в период учёбы в Казанской консерватории в классе А. С. Лемана его захватило увлечение современной техникой письма, в частности, творчеством композиторов нововенской школы А.Шёнберга, А.Веберна, А.Берга. В связи с этим необычайно сложно её анализировать, можно лишь бесконечно расшифровывать — каждый раз в новом варианте и неожиданном психологическом ощущении.
Слава авангардиста надолго закрепилась за Лоренсом, а его новые опыты ещё долгое время вызывали неприятие композиторов — традиционалистов старшего и среднего поколений. Тем не менее, Лоренс свято верил в свою звезду, упрямо шёл по избранной дороге многообразия музыкальных систем и технологий. Композитор нередко отходил от шёнберговской 12-тоновости, соединяя атональность с тональными структурами, серийную технику со внесерийными и свободно развивающимися.
Ректор Казанской консерватории, органист Рубин Абдуллин очень точно определил сущность музыки Блинова: «Музыка Л. Блинова — как вещь в себе, она хранит гораздо большую информацию между строк, чем то, что звучит реально»

«Лоренс Блинов и его произведения живут в другой системе координат, в некоем броуновском пространстве безвременья. Поэтому ему близко ощущение остановившегося в своей замкнутости мгновения. И их струение в реке времени, взаимосвязанность, перекличка. Фиксация парадигмы миров, пусть и маленьких, микроскопических.
Он эмоционален, но без банальных болезненных преувеличений и вздохов. Его стихия — природа комбинирования, игры, поиски самоценности одного звука, одной детали, паузы. Во всех своих многочисленных проявлениях как поэт, композитор, мыслитель, он словно оправдывает свою первую профессию строителя.»— Семён Гурарий

## Награды и премии
- Международная отметина имени отца русского футуризма Давида Бурлюка[2]
- Медаль им. Г. С. Титова.